# ガスター・デル・ソル
ガスター・デル・ソル (Gastr del Sol) は、アメリカ合衆国のポストロックバンド。バストロのデヴィッド・グラブスを中心として、1991年に結成された。

## 概要
もともとはケンタッキー州のポスト・ハードコアバンド、バストロが発展したもので、メンバーであったデヴィッド・グラブスとバンディ・K・ブラウン（後にトータスに加入）によって結成された。また、同じくバストロのメンバーであったジョン・マッケンタイアも、レコーディングに参加した。
1994年にジム・オルークが加入してからは、グラブス&オルークの双頭ユニットとして再スタート。
1997年、アルバム『カモフルーア』の完成後にオルークが脱退。『カモフルーア』が1998年1月にリリースされて以後、ガスター・デル・ソルとしての作品はリリースされていない。

## メンバー
- デイヴィッド・グラブス (David Grubbs)（1991年 - 1997年）
- バンディ・K・ブラウン (Bundy K. Brown)（1991年 - 1993年）
- ジム・オルーク (Jim O'Rourke)（1994年 - 1997年）

## ディスコグラフィ

### アルバム
- The Serpentine Similar (1993年)
- Crookt, Crackt, or Fly (1994年)
- The Harp Factory on Lake Street (1995年)
- 『アップグレイド・アンド・アフターライフ』 - Upgrade & Afterlife (1996年)
- 『カモフルーア』 - Camoufleur (1998年)

### シングル、EP
- Twenty Songs Less (1993年)
- Mirror Repair EP (1995年)
- The Japanese Room At LA Pagode (1995年) ※トニー・コンラッドとのスプリット・シングル